# ハンス・ホルバイン
ハンス・ホルバイン（Hans Holbein (der Jüngere), 1497年/1498年 - 1543年）は、ルネサンス期のドイツの画家。

『大使たち』1533
ロンドン、ナショナル・ギャラリー
手前の歪んだ物体は頭蓋骨であり、アナモルフォーシスを用いた作例の一つ。

南ドイツのアウクスブルクに生まれ、後にイングランドで活動した。国際的に活躍した肖像画家として著名であるとともに、木版画シリーズ『死の舞踏』の作者として、版画史上も重要な作家である。また、アナモルフォーシスを使う画家としても知られている。同名の父ハンス（1465年頃 - 1524年）と兄アンブロジウスも美術史上に名を残す画家である。父ハンスは、末期ゴシックとルネサンスの過渡期に位置する画家としてアウクスブルクやバーゼルで活動し、祭壇画などに多くの傑作を残しているが、今日では同名の息子の名声に隠れた存在となっている。

## 生涯

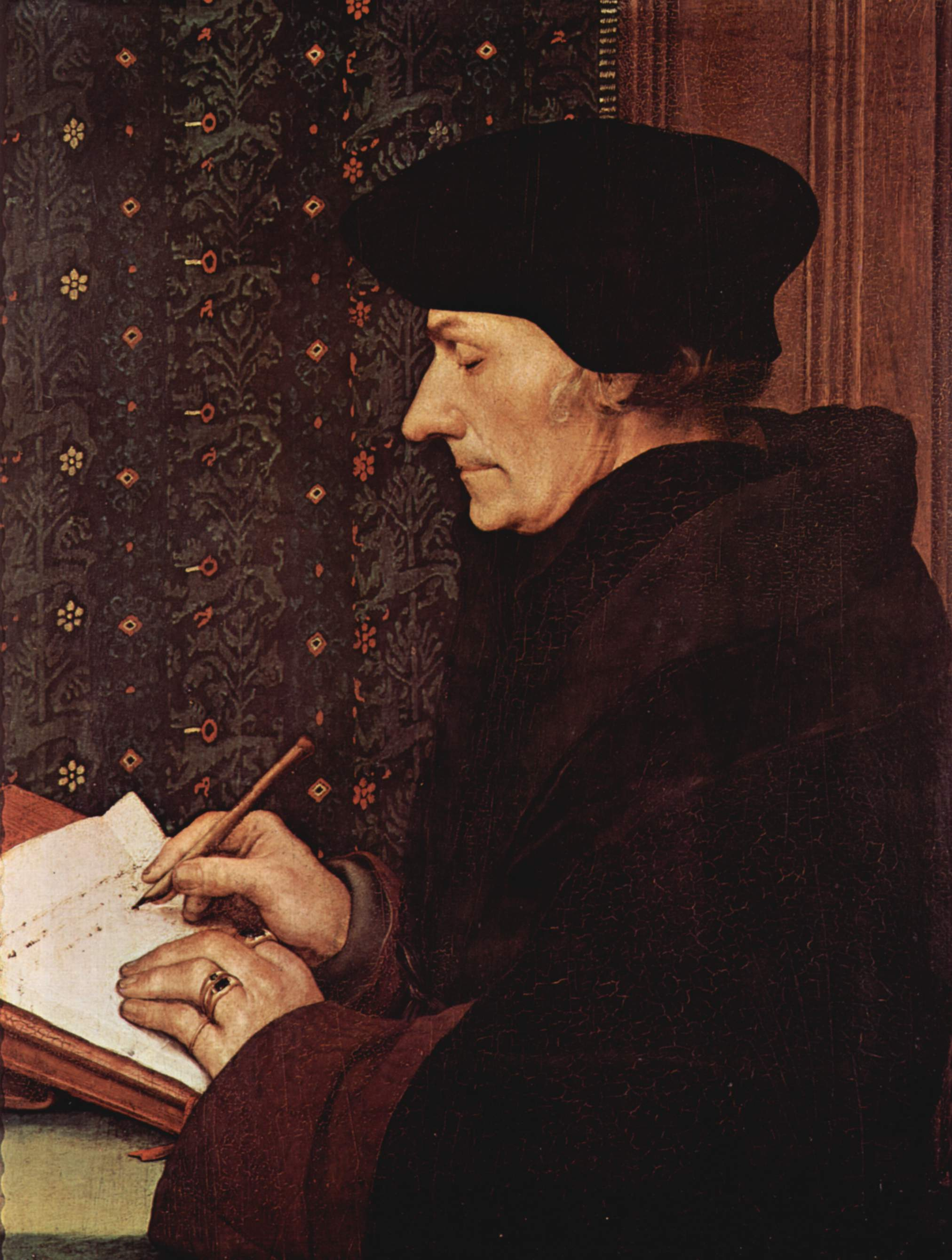
『ロッテルダムのエラスムスの肖像』1528年
ルーヴル美術館

ハンス・ホルバインは、1497年の末か1498年の初め頃、アウクスブルクに生まれた。この当時の画家の常として、修業時代には各地に遍歴の旅に出ている。1515年頃からバーゼルおよびルツェルン（ともにスイス）で画家として活躍している。1516年制作の『バーゼル市長ヤーコプ・マイヤー夫妻の肖像』は、画家が18歳頃の若描きだが、すでに成熟した技巧を見せている。その後、1526年ロンドンへ渡るまでの間、バーゼルの市長や富裕な市民をパトロンとして、宗教画や肖像画を多数手がけた。当時のバーゼルは文化の一大中心地であり、エラスムスなどの人文主義者が集まっていた。

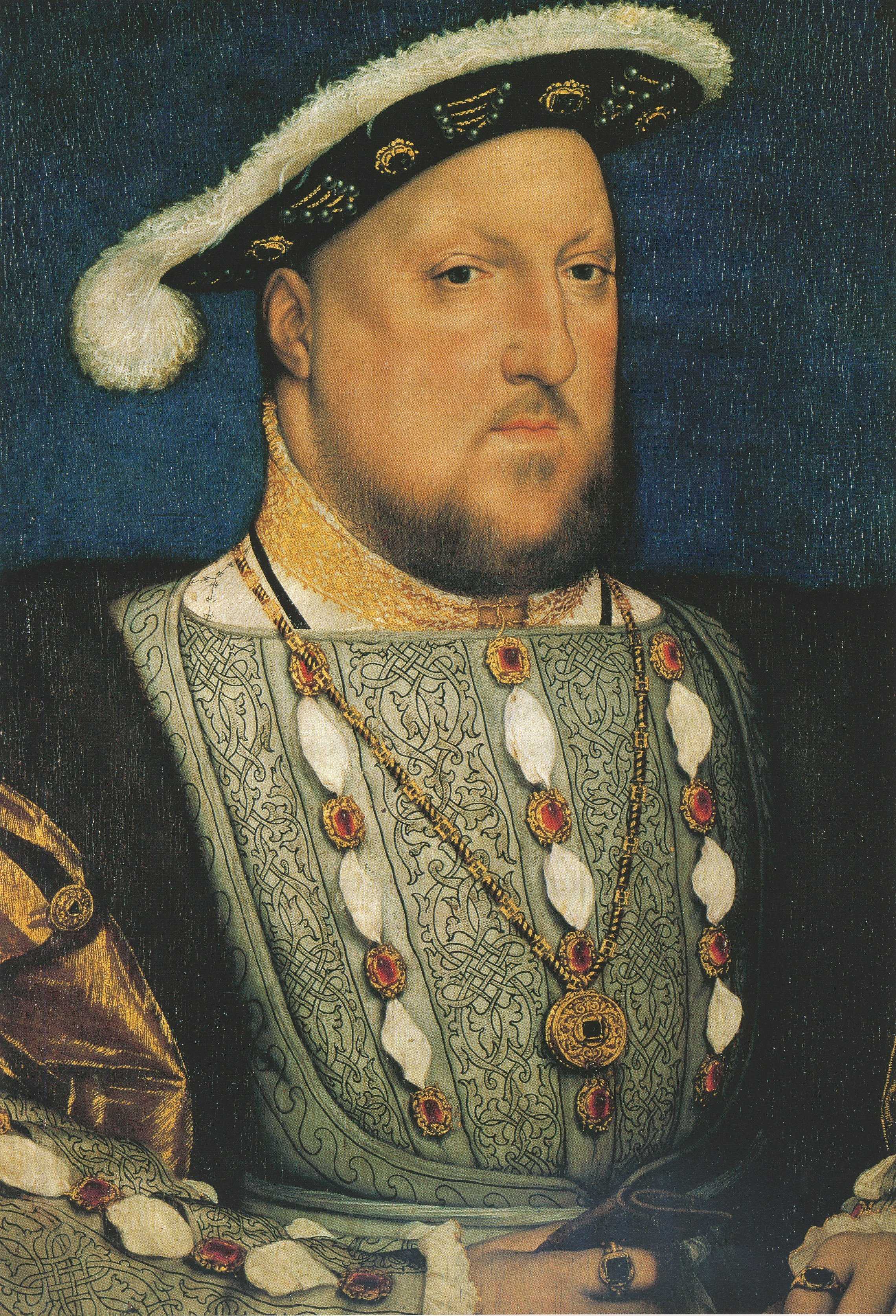
『ヘンリー8世の肖像』（1536年頃）
ティッセン＝ボルネミッサ美術館

1526年、ホルバインはエラスムスの紹介で、トマス・モアを頼ってロンドンへ渡った。1528年いったん帰国するが、1532年には再びロンドンへ渡っている。1536年には年30ポンドの契約でイングランド王ヘンリー8世の宮廷画家となった。ヘンリー8世は、自分にとって不要になった王妃や、自分に意見をした側近のモアを反逆罪にかけて処刑するなど、残忍非情な人物であったが、ホルバインはヘンリー8世から大いに気に入られたようで、ヘンリー8世自身の肖像画をはじめ宮廷の関係者たちの肖像画を多数製作している。
ホルバインは、宮廷画家の務めとして、外国にいる王の妃候補者の肖像画も製作した。そのうち、『アン・オブ・クレーヴズの肖像』 (ルーヴル美術館) と『デンマークのクリスティーナ、ミラノ公妃』 (ロンドン・ナショナル・ギャラリー) が現存している。王は結局アンナ・フォン・クレーフェ（イギリス名アン・オブ・クレーヴズ）と結婚した。ヘンリー8世は生涯に6度結婚しており、アンナとの結婚は4度目のものだったが、その結婚生活はわずか6か月しか続かなかった。ホルバインの描いたアンナのイメージが実際の本人と違っていたため、王の不興を買ったとも言われている。このためホルバインは宮廷画家の身分を剥奪されて追放処分を受けることになり、その後の彼は目立った作品を残していない。1543年、ホルバインは失意の中でペストによりロンドンで没した。

## ホルバインの肖像画
ホルバインの肖像画は、ヘンリー8世、トマス・モア、エラスムスといった王侯貴族や学者などの人物を冷めた筆致で描いたもので、人物の表情もさることながら、その身分や職業を示す細かい道具立て、着衣の毛皮やビロードなどの質感描写に見るべきものがある。一方、ホルバインがロンドンからバーゼルへ一時的に戻っていた1528年から1529年頃に描かれた、画家自身の妻と子どもの肖像画には、上述の公的肖像画とは全く異なった作風が見られる。この絵に見られる妻と子どもの悲しげな表情は、妻子を省みず、ロンドンで単身生活を送っていた画家の自責の念を赤裸々に表現したものとみるのが通説となっている。

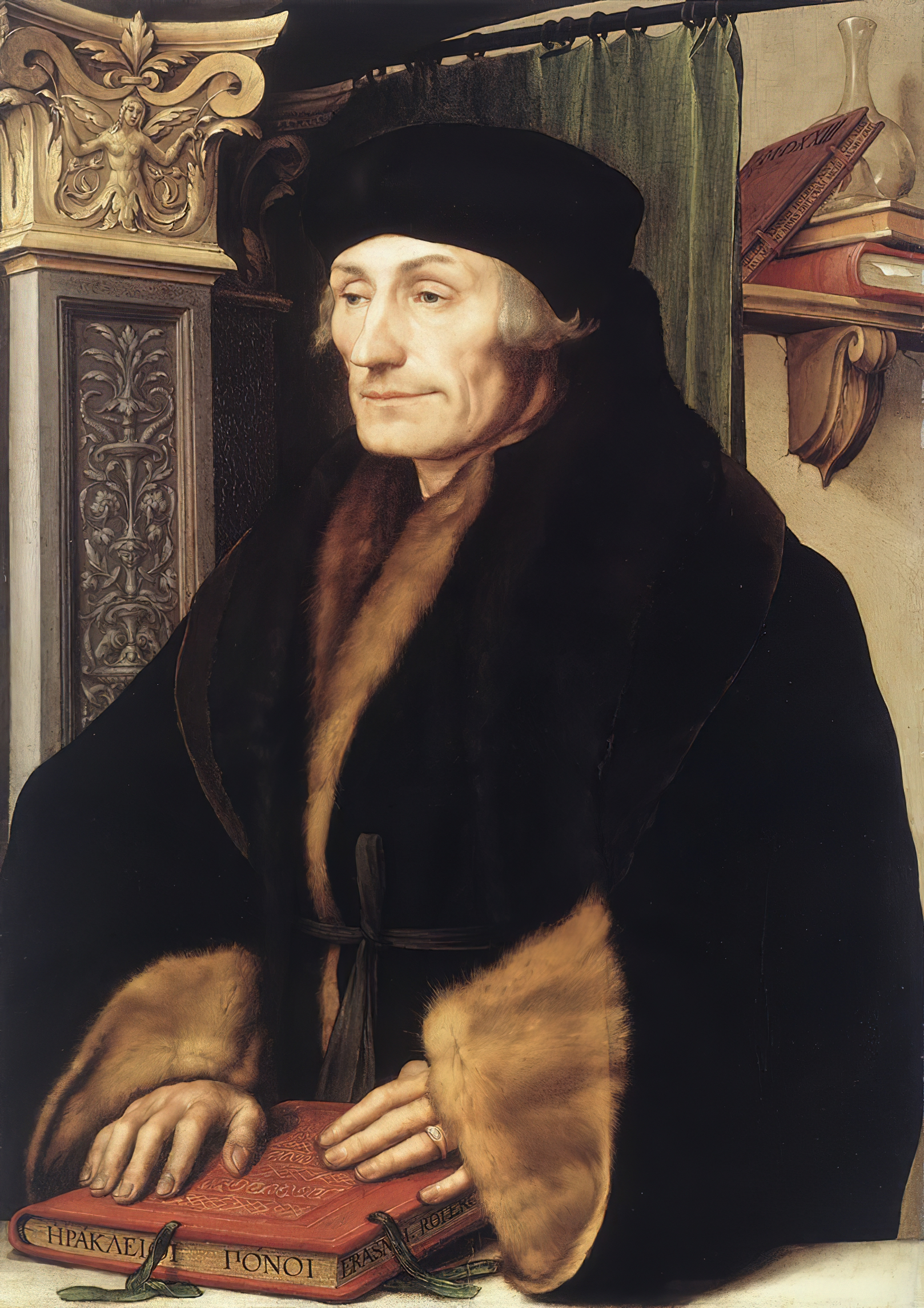
『ロッテルダムのエラスムスの肖像』（1523年） ナショナル・ギャラリー (ロンドン)
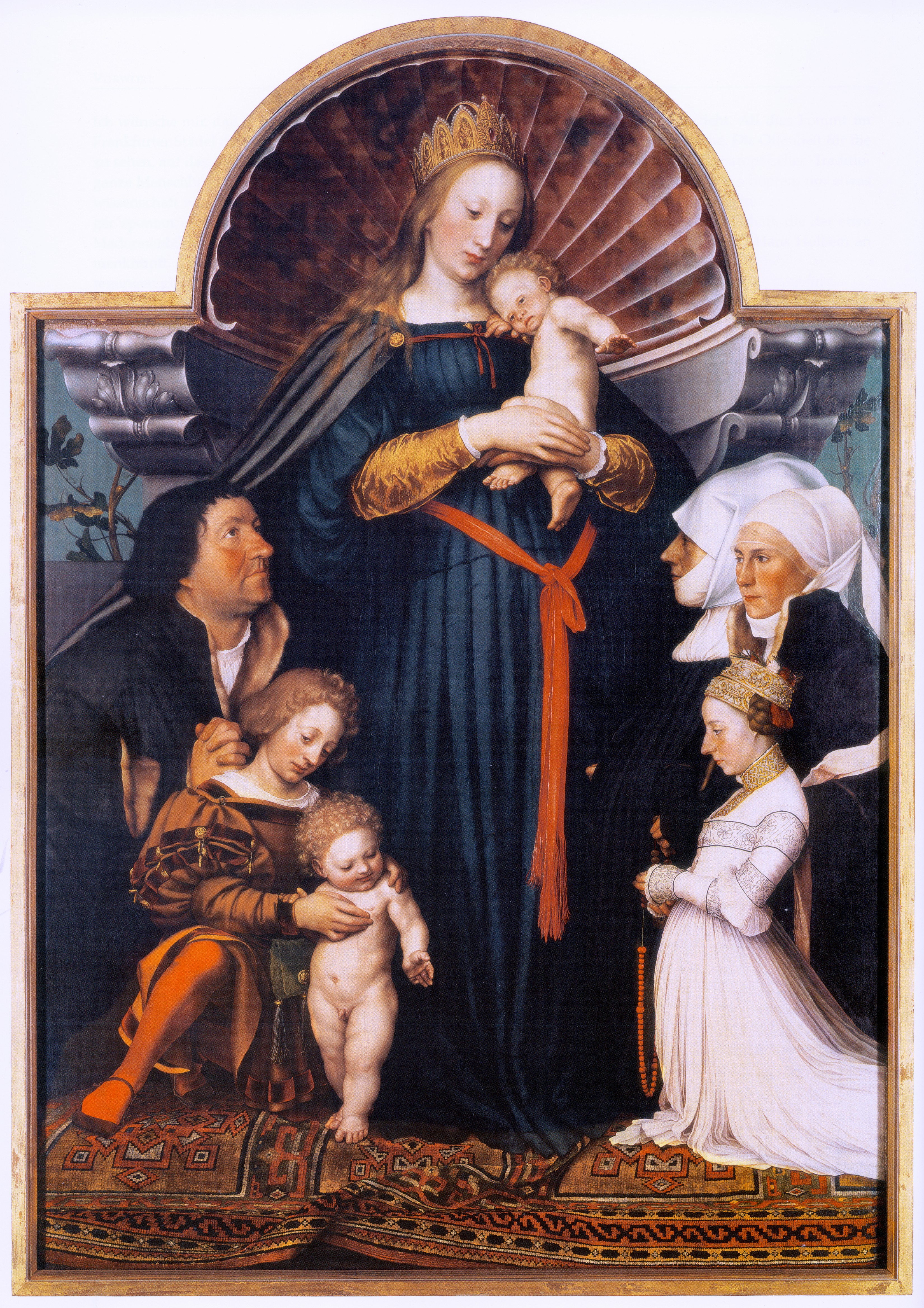
『ダルムシュタットの聖母』（1526-1528年） 個人蔵
『サー・トーマス・モアの肖像』（1527年） フリック・コレクション
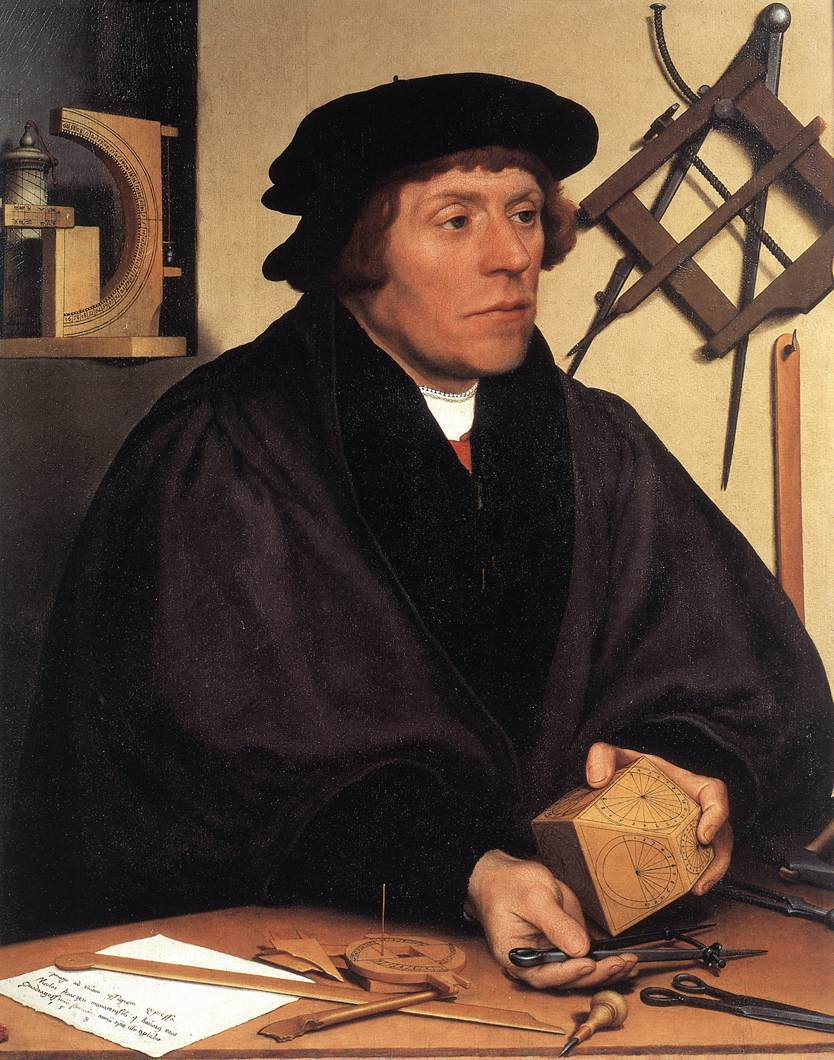
『ニコラウス・クラッツァーの肖像』（1528年） ルーヴル美術館
『ゲオルク・ギーゼの肖像』（1532年） 絵画館 (ベルリン)
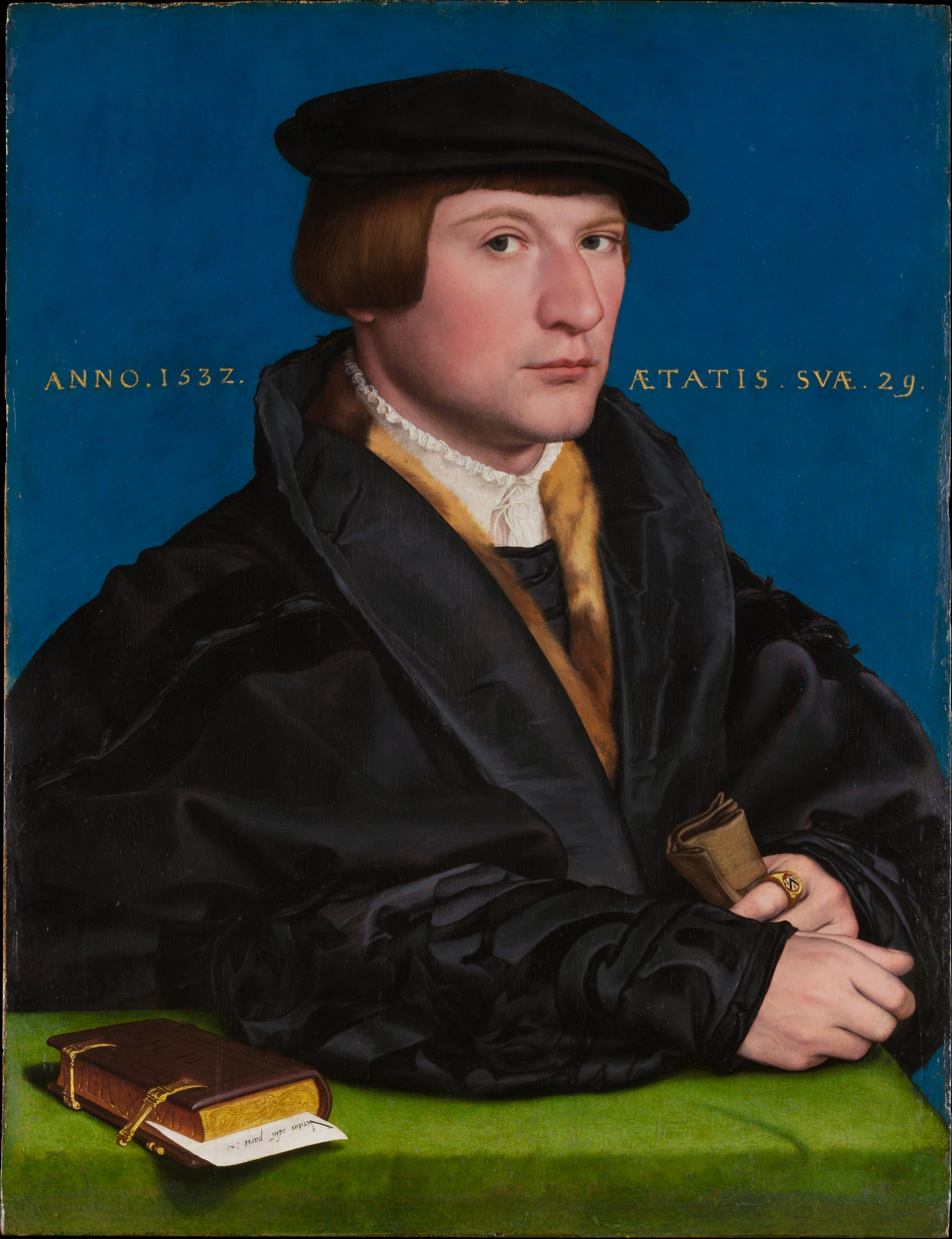
『ウェデヒ家の一員の肖像、おそらくヘルマン・ウェデヒ』（1532年） メトロポリタン美術館
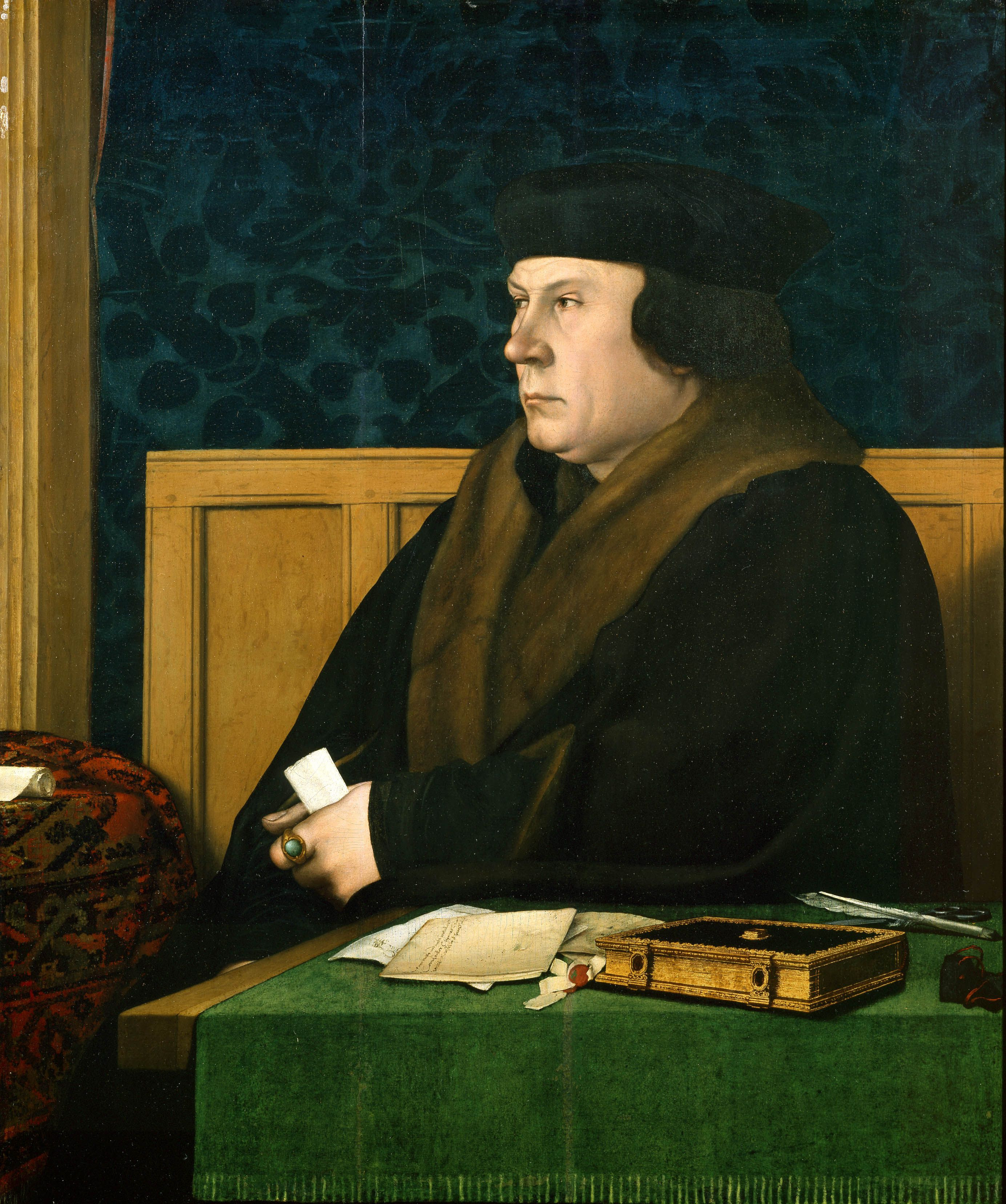
『トマス・クロムウェルの肖像』（1532年） フリック・コレクション
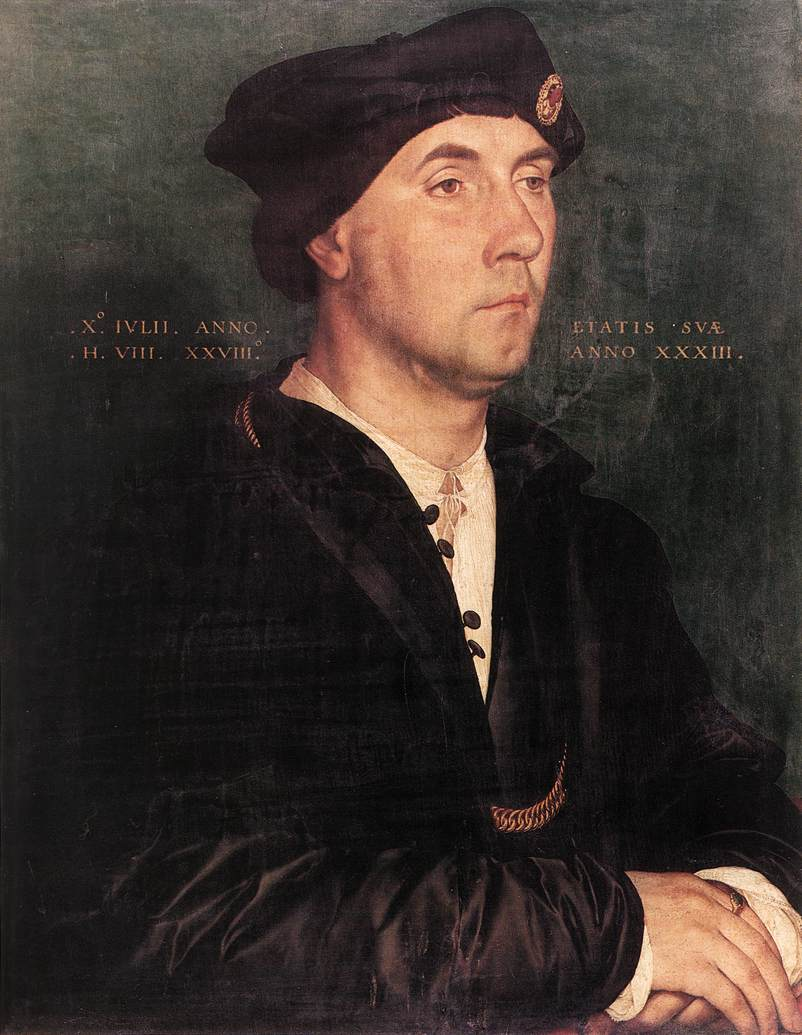
『リチャード・サウスウェル卿の肖像』(1536年頃) ウフィツィ美術館
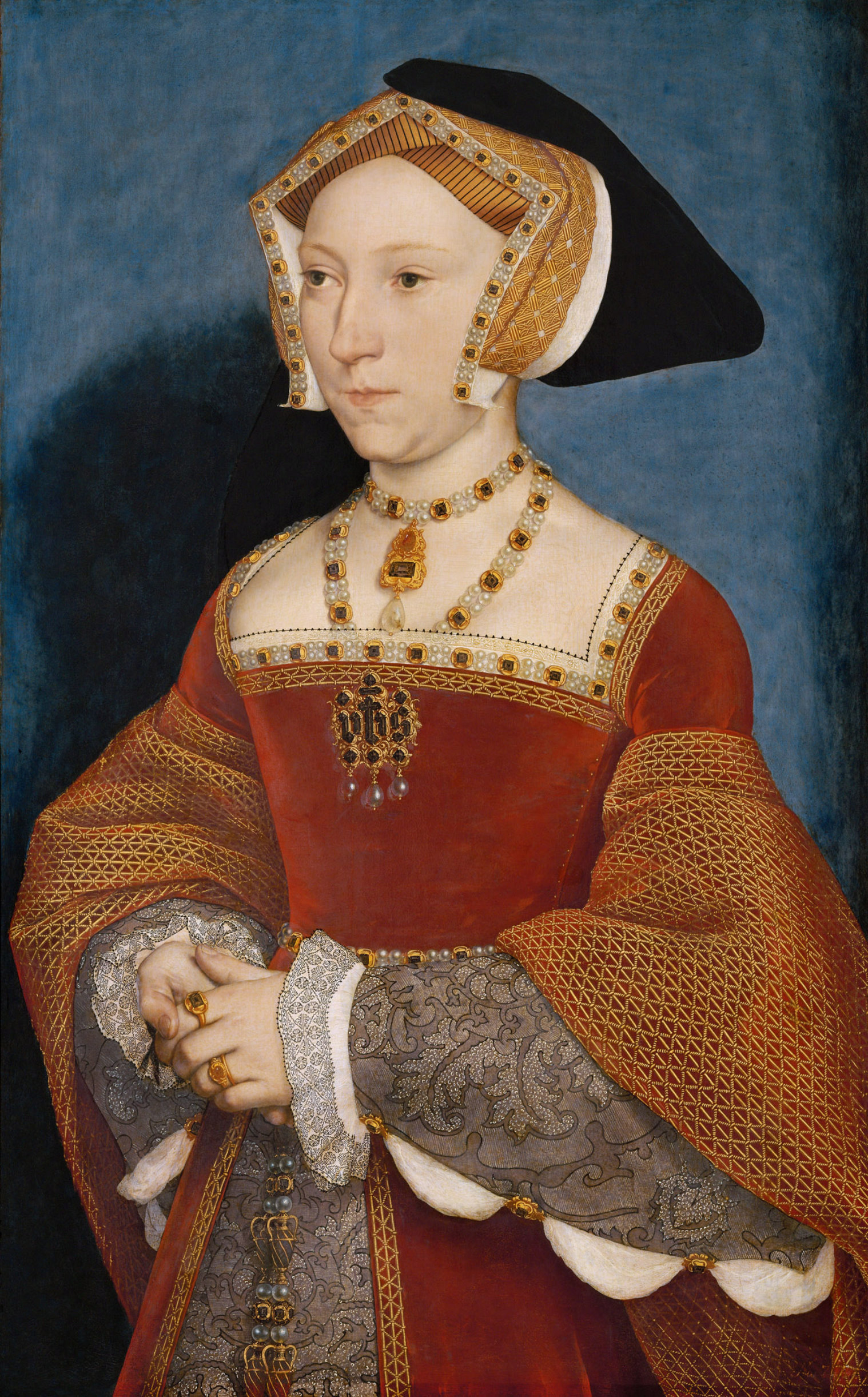
『ジェーン・シーモアの肖像』（1536年 - 1537年頃） 美術史美術館
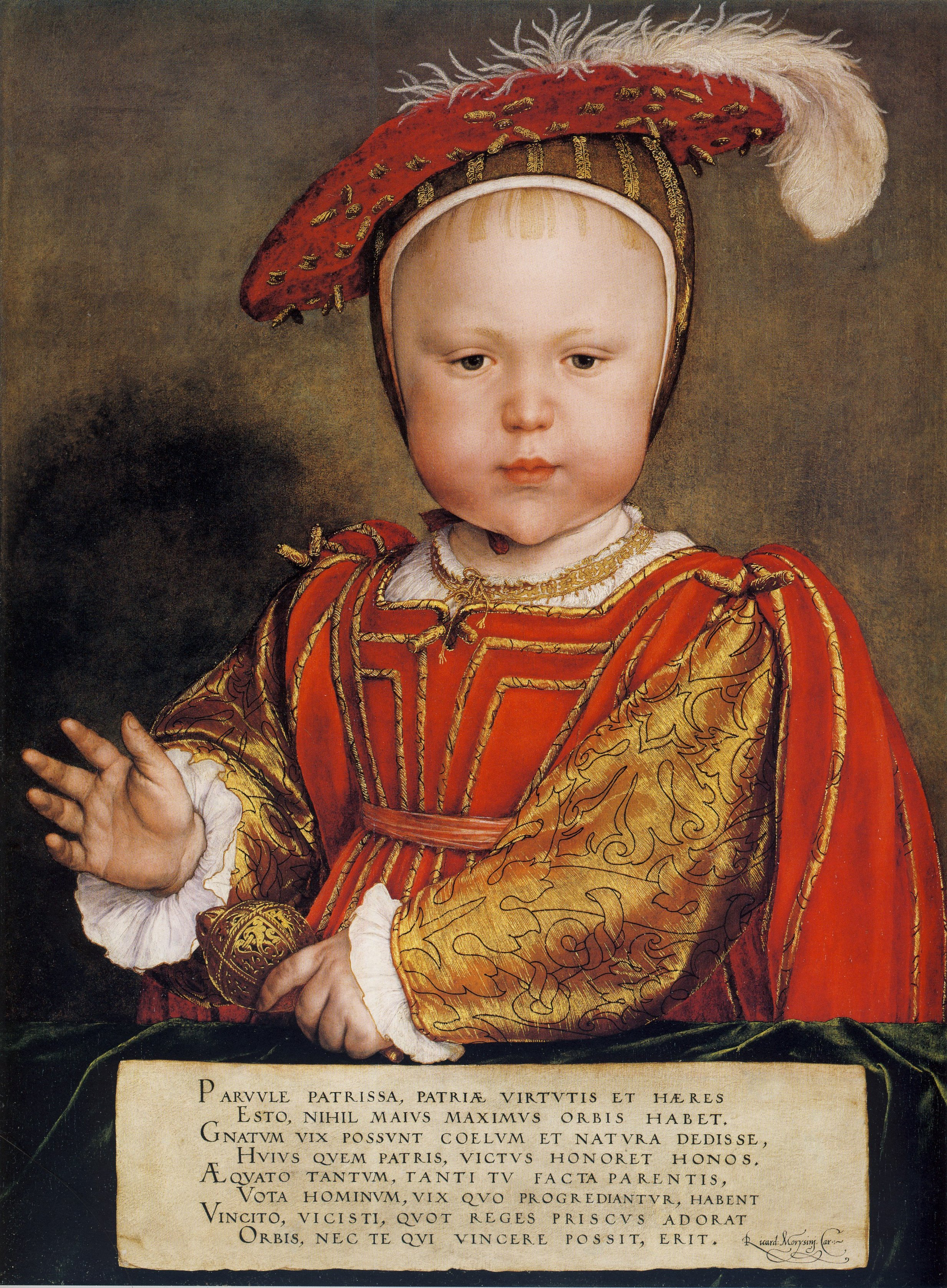
『エドワード6世の肖像』（1538年頃） ナショナル・ギャラリー (ワシントン)
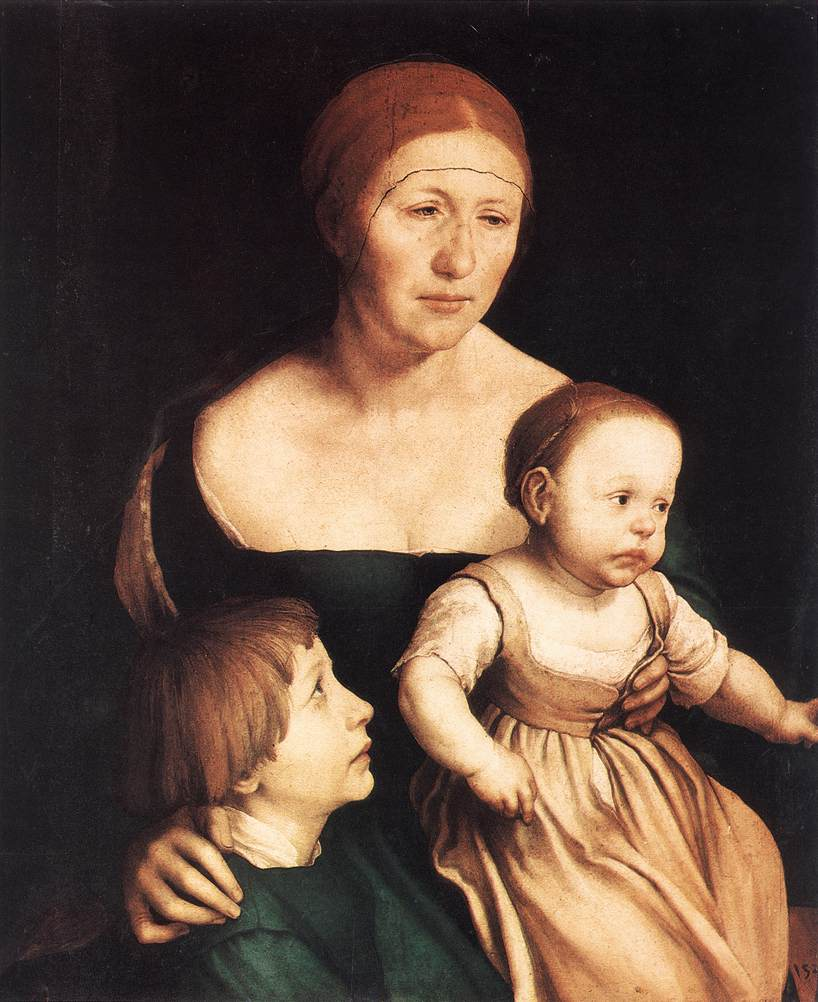
『画家の家族の肖像』（1528-1529年頃） バーゼル市立美術館

## 代表作

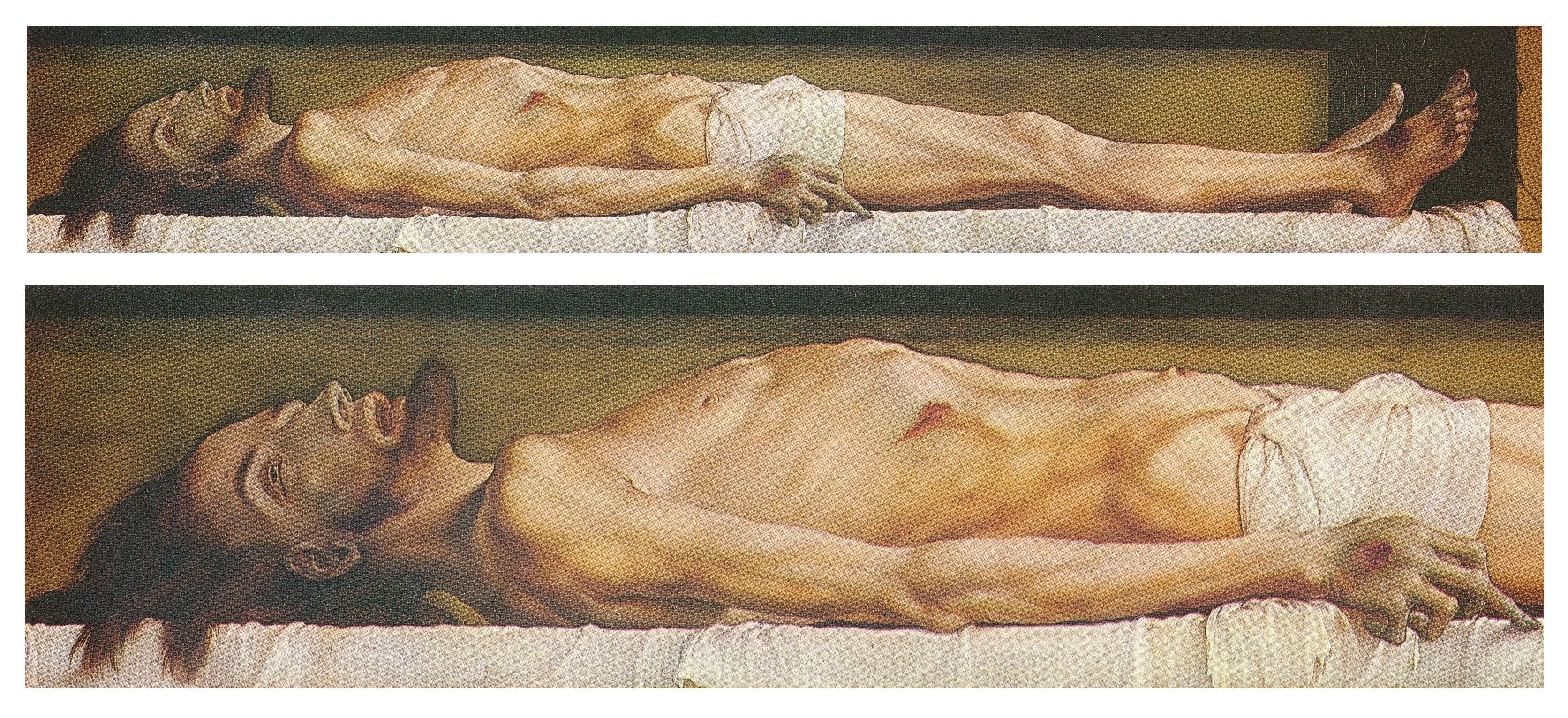
『墓の中の死せるキリスト』（1521年 - 1522年頃）
バーゼル美術館

- 墓の中の死せるキリスト（1521年 - 1522年頃）（バーゼル、バーゼル美術館）
- サー・トマス・モアの肖像（1527年）（ニューヨーク、フリック・コレクション）
- 大使たち（1533年）（ロンドン、ナショナルギャラリー）